# Chrysoperla plorabunda
Chrysoperla plorabunda is een insect uit de familie van de gaasvliegen (Chrysopidae), die tot de orde netvleugeligen (Neuroptera) behoort.
Chrysoperla plorabunda is voor het eerst wetenschappelijk beschreven door Fitch in 1855. De soort komt voor over geheel Noord-Amerika. Onderscheid met Chrysoperla adamsi en Chrysoperla johnsoni wordt gemaakt op basis van de lokroep.